# Blagoslovina
Blagoslovina ili latinizam sakramental u Katoličkoj Crkvi jest propisani obred (čin) blagoslivljanja, ali i nabožni predmet i molitva kojom se blagoslivlja osobu, predmet ili prostor. Nije istovjetna pojmu sakramenta, jer je njega ustanovio Isus Krist. Blagoslovina stvara određene duhovne učinke na osobama ili stvarima nad kojima se obavila.
Obred blagoslivljanja uključuje blagoslovnu molitvu i svetu vodu, kao i gestu (znak) polaganja ruku, znaka križa i šrkopljenja blagoslovljenom vodom.
Blagoslovine uključuje i liturgijsko posuđe, relikvije, oltar, svetohranište, vjerske slike, vitraji, raspelo, kipovi svetaca, krunica i različiti nabožni predmeti. Sakramental je i egzorcizam.
Blagoslovine same po sebi nemaju moć iscjeljivanja ili blagoslova, dakle, nisu amajlije, već kroz njih djeluje Isus Krist po vjeri blagoslovljenika. Crkva potiče štovanje i uporabu sakramentala, kao pripremu za dolično primanje sakramenata i pomoć u svakodnevnom vjerničkom životu, ali ne i na klanjanje njima. Blagoslovina nije zamjena, već samo pomoć za dostojnije primanje sakramenta. Kod blagoslovina Crkva moli Božju pomoć u raznim potrebama, a po zaslugama Isusa Krista i zagovoru svetaca.